# Josep M. Coll i Soler
Josep M. Coll i Soler   (Sant Pere de Ribes, 5 de juny de 1890 - Girona, 4 de desembre de 1976) fou un dominic, historiador i assagista català.
Nascut a Sant Pere de Ribes, va estudiar humanitats, filosofia al Seminari de Barcelona. El 1910 ingressà al Convent de Corias, de l'orde dels Dominics. Inicià els estudis de teologia a Salamanca, el 1912 fou traslladat a Barcelona i els finalitzà a Solsona. El 15 de gener de 1915 fou fet prevere. De 1917 a 1919 fou destinat a València, on exercí de professor. El 1919 tornà a Barcelona per continuar amb la tasca educativa. De 1927 a 1933 fou destinat al Convent de Concepción de Xile, on ocupà diversos càrrecs dins l'orde dominicà. El 1933 fou nomenat Superior del Convent de Manacor i poc després passà a Madrid, dedicant-se de ple a les activitats literàries. Salamanca, Oviedo i Alfaro foren destinacions abans de ser assignat el 1950 a Barcelona i poc després a Girona, on ajudà a restaurar el convent dominic i on morí el 1976.
Dedicà bona part de la seva vida a la recerca històrica de Catalunya i l'orde dels Dominics. Fou membre de l'Acadèmia de Bones Lletres de Barcelona i publicà estudis de tema literari medieval. Col·laborà amb nombroses revistes, com ara "La Paraula Cristiana", "Anales del Instituto de Estudios Gerundenses", "Ilerda", "Ausa" i "Analecta Sacra Tarraconensia". D'entre els nombrosos estudis destaquen Algunas referencias inéditas sobre los cronistas Desclot, Muntaner y Descoll (1950), Los castillos de San Pedro de Ribas, la Geltrú, Sitges y Miralpeix (1959) i El trovador Guillem de Ribas, señor del Castillo de San Pedro de Ribas (1961).